# VIF Dimitrov Sofia
Le VIF Dimitrov Sofia est un club de handball situé à Sofia en Bulgarie.

## Palmarès
- Championnat de Bulgarie (10) : 1960-61, 1961-62, 1963-64, 1964-65, 1966-67, 1969-70, 1979-80, 1981-82, 1985-86, 1987-88.